# IC 301
IC 301 је елиптична галаксија у сазвјежђу Персеј која се налази на листи објеката дубоког неба у Индекс каталогу.
Деклинација објекта је + 42° 13' 23" а ректасцензија 3h 14m 47,7s. Привидна величина (магнитуда) објекта IC 301 износи 13,7 а фотографска магнитуда 14,7. IC 301 је још познат и под ознакама UGC 2606, MCG 7-7-36, CGCG 540-63, PGC 12074.